# Bahnhof Scuol-Tarasp

Der Bahnhof Scuol-Tarasp ist der Endbahnhof der durch die Rhätische Bahn betriebenen Bahnstrecke Bever–Scuol-Tarasp in der Gemeinde Scuol im Unterengadin. Der Name setzt sich zusammen aus der Standortgemeinde Scuol und dem südwestlich des Bahnhofs liegenden Scuoler Ortsteil Tarasp. Der Bahnhof Scuol-Tarasp ist der östlichste Bahnhof der Schweiz.

## Bauwerke

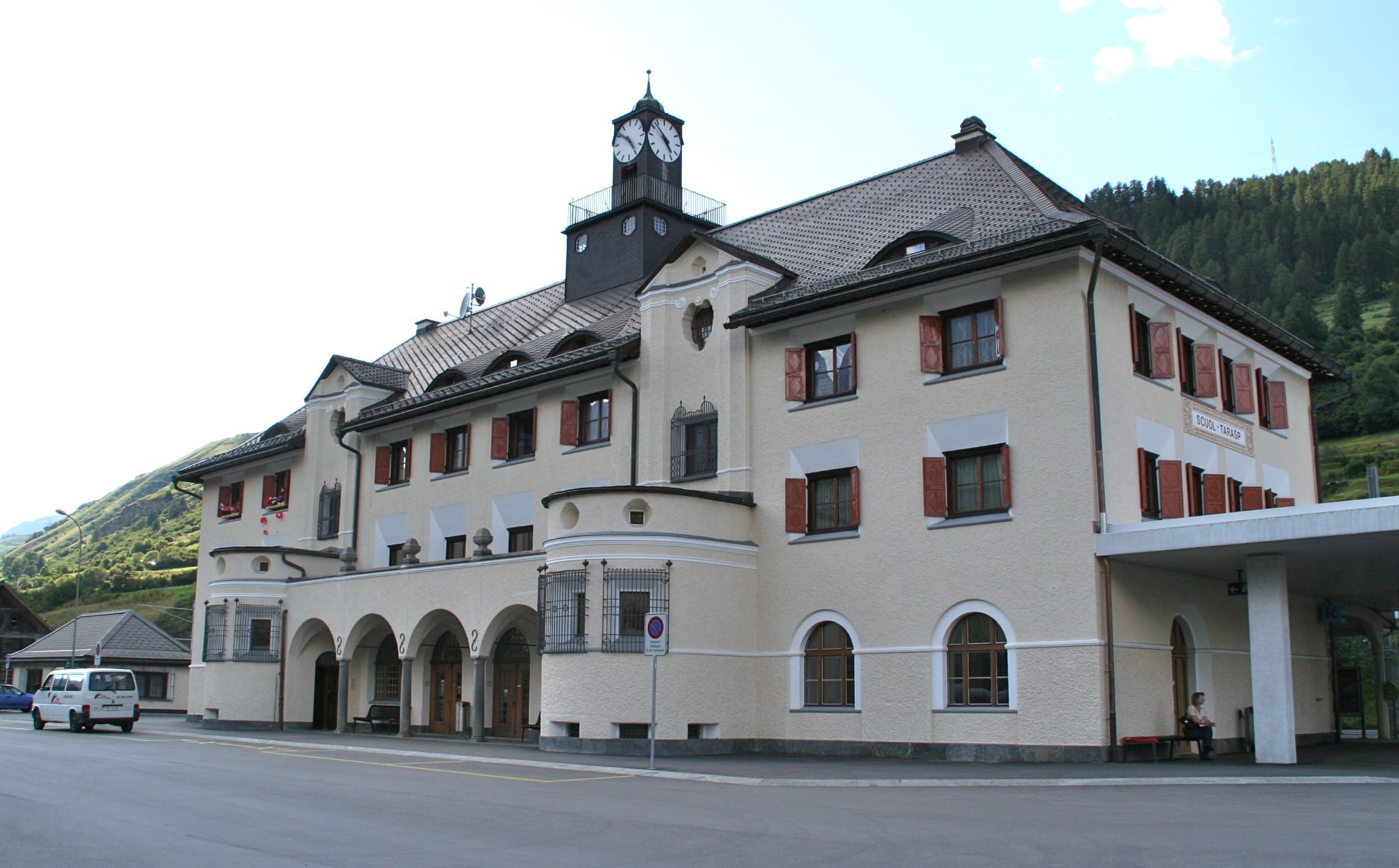
Hauptgebäude aus Südosten (2011)

Das schlossartige Hauptgebäude verfügt über eine Loggia und einen Uhrturm. Die Treppenhäuser treten  halbkreisförmig hervor. Südwestlich davon befindet sich ein Güterschuppen mit gemauerten Eckpfeilern. Die Gebäude wurden 1913 von Meinrad Lorenz erstellt.
Da geplant war, die Bahn bis Landeck zu verlängern, wurde der Bahnhof als Durchgangsbahnhof angelegt. Das östliche Ausziehgleis, auch als Tirolerstumpen bezeichnet, deutet die Lage der geplanten Verlängerung an. Der Erste Weltkrieg bedeutete das Ende der Ausbaupläne.
Nachdem das Hauptgebäude lange vernachlässigt wurde, wurde der geschützte Bau 2009 vom Churer Architekturbüro Maurus Frei und Partner für rund 3 Millionen Franken saniert. Aufgrund neuer interner RhB-Richtlinien wurde dabei besonderer Wert auf die Erhaltung der Bausubstanz und die Zusammenarbeit mit dem kantonalen Denkmalschutz gelegt. Ebenfalls wurde der Bahnhofplatz neu gestaltet und ein Perrondach errichtet, welches den neu gebauten Mittelbahnsteig überdacht und bis zu den Bushaltestellen reicht.

## Verkehr

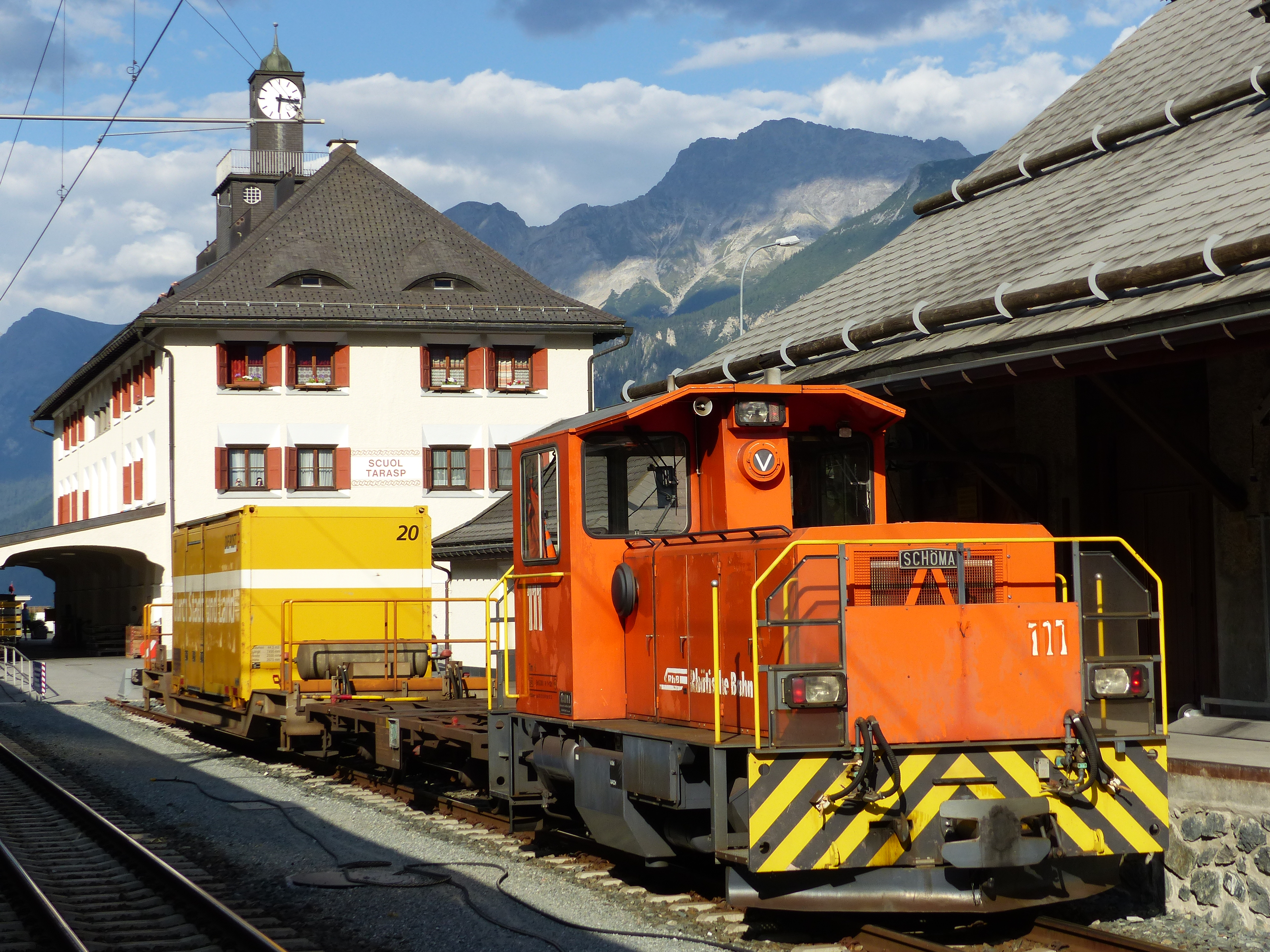
Tm 2/2 111 mit verladenem Postcontainer am Güterschuppen, im Hintergrund das Hauptgebäude (2018)

Vom Bahnhof verkehren stündlich ein Regioexpress nach Landquart sowie ein Regio nach Pontresina.
- RE 4 (Landquart –) Klosters (Flügelung) – Scuol-Tarasp
- R 15 Pontresina – Samedan – Zernez – Sagliains – Scuol-Tarasp

Nebst dem Ortsbus und dem Skibus haben mehrere Postauto-Linien ihren Ausgangspunkt in Scuol-Tarasp, teils (mit Umsteigen) bis nach Österreich und bis zur Endstation der Vinschgerbahn in Mals.
- 911 Scuol-Tarasp – S-charl (Scuol-Val S-charl-Linie)
- 921 Ftan – Scuol-Tarasp – Martina – Samnaun
- 923 Sur En – Sent – Scuol-Tarasp – Vulpera – Tarasp
- 925 Scuol-Tarasp – Sent – Val Sinestra

## Bilder

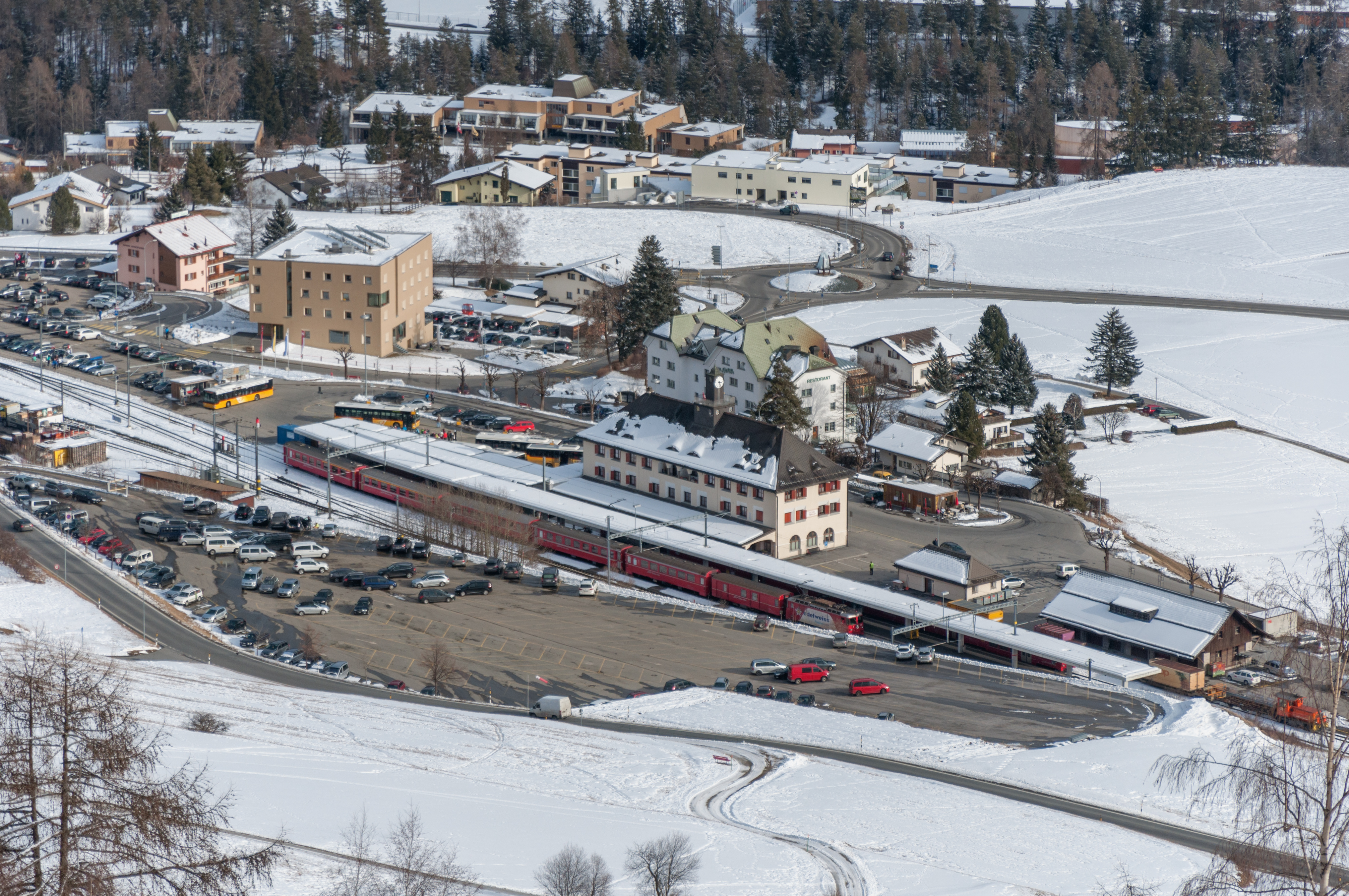
Ansicht von oben (2015)
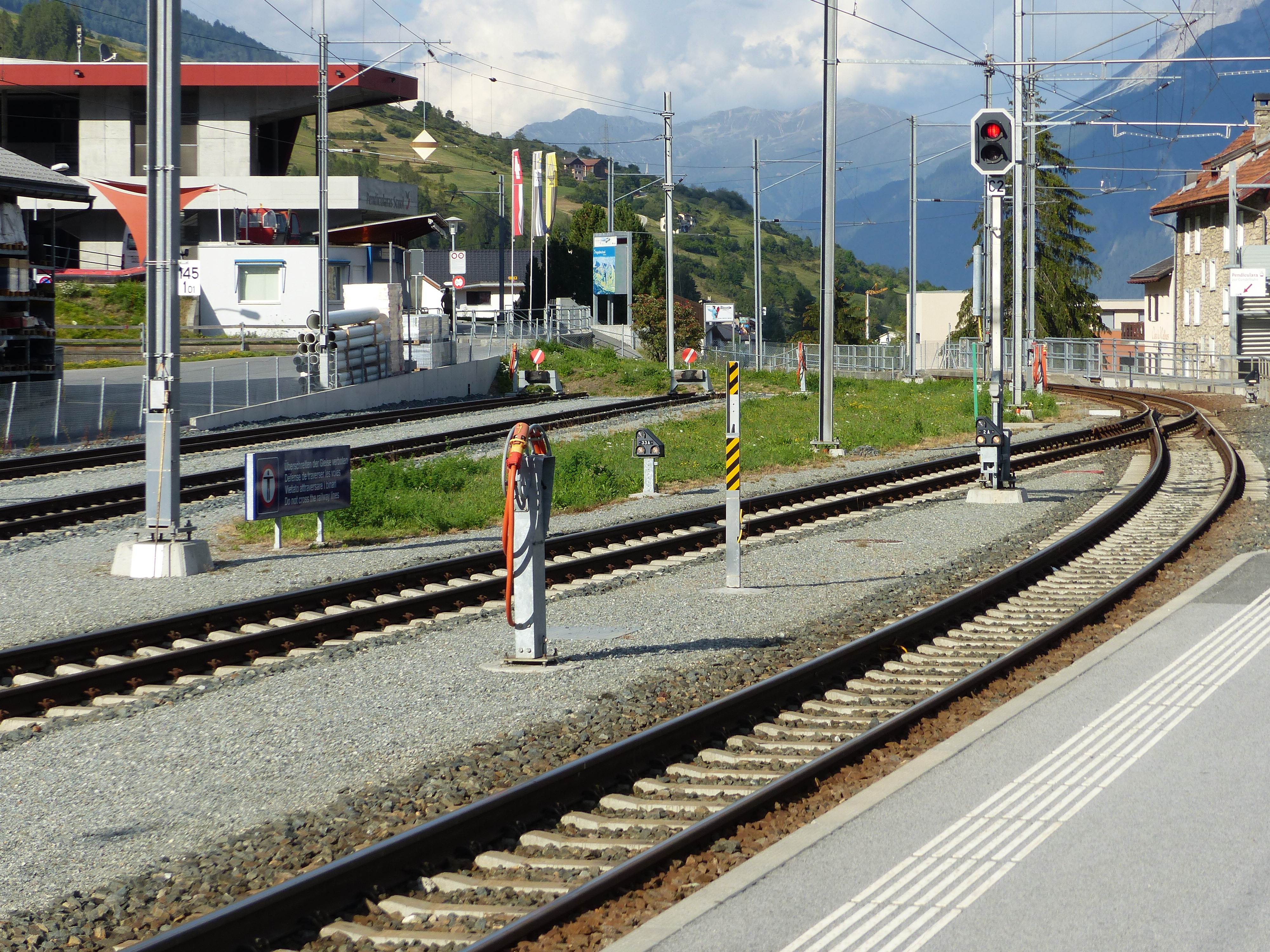
Westliche Seite mit Tirolerstumpen (2018)
Hauptgebäude, Bahnseite (1975)
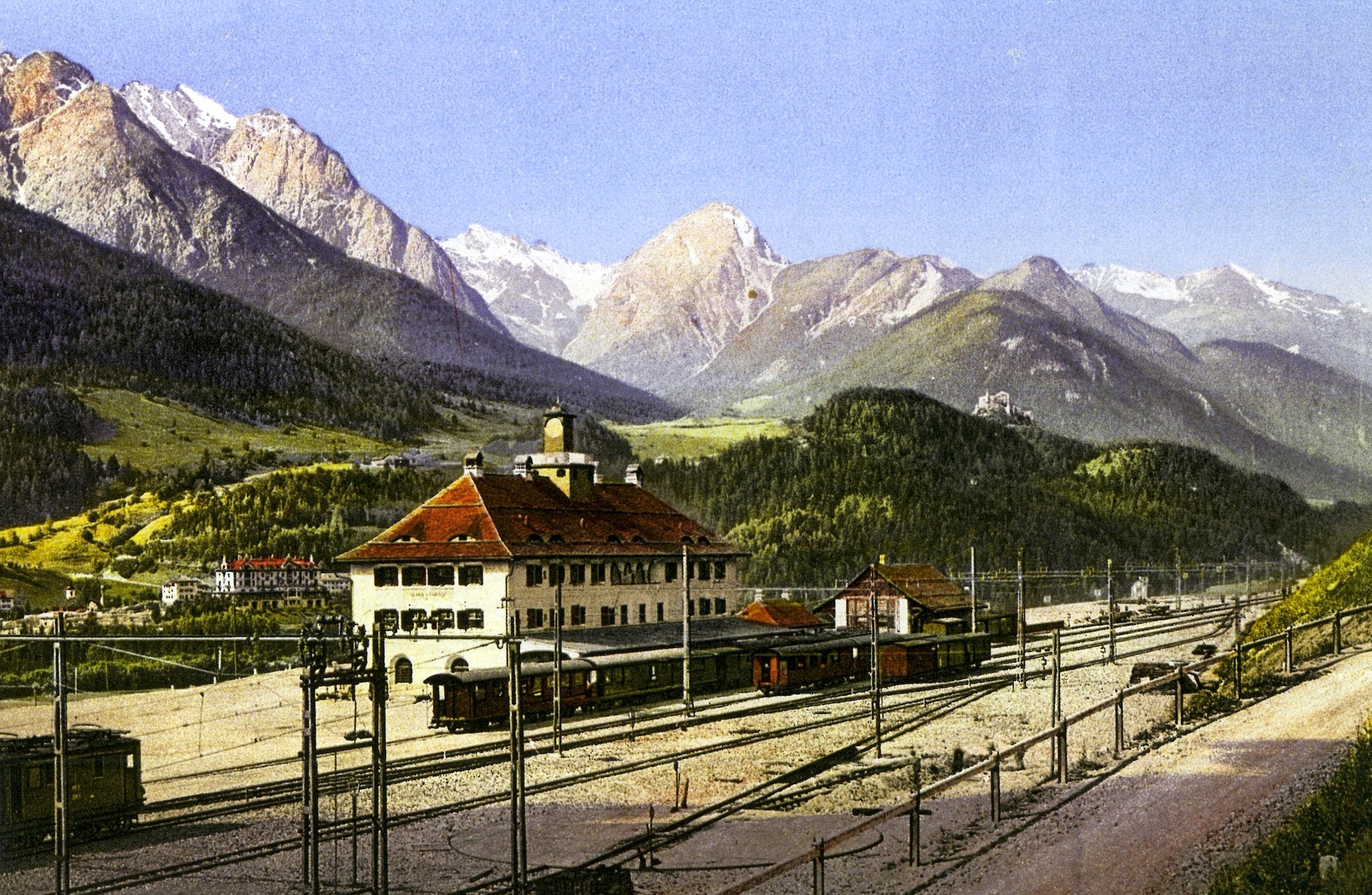
Bahnhof (1913)